# Anacampsis timidella
Anacampsis timidella is een vlinder uit de familie tastermotten (Gelechiidae). De wetenschappelijke naam is voor het eerst geldig gepubliceerd in 1887 door Wocke.
De soort komt voor in Europa.